# Galassia nana del Tucano
La galassia nana del Tucano è una galassia nana sferoidale che si trova a circa 3,2 milioni di anni luce da noi, nella costellazione del Tucano. Fa parte del Gruppo Locale.

## Storia delle osservazioni
La galassia nana del Tucano è stata scoperta nel 1990 da Russell J. Lavery dall'Osservatorio di Mount Stromlo, poco fuori Canberra in Australia.

## Caratteristiche
La galassia nana del Tucano si trova in una posizione relativamente isolata rispetto alle altre galassie del Gruppo Locale. Le analisi fotometriche indicano una popolazione stellare di ridotta metallicità (Fe/H ~ -1,56) e non si hanno indizi di stelle di recente (meno di 5 miliardi di anni) formazione.